# Ruth Neudecková
Ruth Closius-Neudecková (5. července 1920 Breslau – 29. července 1948 Hameln) byla během druhé světové války dozorkyně v několika německých koncentračních táborech.

## Biografie
Ruth Neudecková se narodila v Breslau (dnes Vratislav, Polsko) jako Ruth Hartmannová, po sňatku přijala příjmení Closiusová.
V červenci 1944 přijela do koncentračního tábora Ravensbrück a zahájila výcvik jako dozorkyně. Neudecková brzy zapůsobila svojí brutalitou vůči vězněným ženám na své nadřízené, takže byla koncem července 1944 povýšena na blokovou vedoucí. V táboře Ravensbrück byla známa jako jedna z nejkrutějších ženských dozorkyň. V prosinci 1944 byla převelena do koncentračního tábora Uckermark blízko Ravensbrücku, kde se podílela na selekci více než 5 000 žen a dětí, které byly poslány do plynových komor.

## Poválečné období
Před koncem války byla ve službě v pobočném táboře Barth odkud v dubnu 1945 uprchla. Později byla zatčena a vězněna, zatímco britská armáda vyšetřovala její obvinění. V dubnu 1948 byla obviněna ve třetím procesu Ravensbrück, společně s dalšími obviněnými ženami. Neudecková se k obviněním z vraždy a týrání přiznala.
Britský soud shledal Neudeckovou vinnou z válečných zločinů a odsoudil ji k trestu smrti. Dne 29. července 1948 byla oběšena na šibenici ve vězení v Hamelnu.